# Сан Марино на Летњим олимпијским играма 2008.
Сан Марино на Олимпијским играма у Пекингу 2008. учествује дванаести пут. Први наступ Сан Марина је био на Олимпијским играма у Риму 1960.
Сан Марино на Олимпијским играма у Пекингу 2008. учествује са 4 такмичара (2 жене и 2 мушкарца) у 3 појединачна спорта.
Заставу Сан Марина на свечаном отварању Летњих олимпијских игара 2008. носила је Данијела Дел Дин која се такмичила у стрељаштву.
Екипа Сан Марина није освојила ниједну медаљу.

## Постигнути резултати
| Атлетика 1 учесник (м)         | Атлетика 1 учесник (м) | Атлетика 1 учесник (м) | Атлетика 1 учесник (м) | Атлетика 1 учесник (м) | Атлетика 1 учесник (м) |
| ------------------------------ | ---------------------- | ---------------------- | ---------------------- | ---------------------- | ---------------------- |
| Дисциплина                     | Такмичар               | Место                  | Бр. учесника           | Резултат               | Детаљи                 |
| 400 (м)                        | Ивано Бручи            | 53                     | 56                     | 48,54                  |                        |
| Пливање 2 учесника (1 м и 1 ж) |                        |                        |                        |                        |                        |
| 200 слободно м                 | Емануеле Николини      | 57                     | 58                     | 1:59,47                |                        |
| 100 делфин ж                   | Симона Мучиоли         | 49                     | 49                     | 1:04,91                |                        |
| Стрељаштво 1 учесница (ж )     |                        |                        |                        |                        |                        |
| Трап ж.                        | Данијела Дел Дин       | 15                     | 20                     | 62                     |                        |